# Mydaea latomensis
Mydaea latomensis är en tvåvingeart som beskrevs av John Otterbein Snyder 1957. Mydaea latomensis ingår i släktet Mydaea och familjen husflugor. Inga underarter finns listade i Catalogue of Life.